# Старые Турдаки (Пензенская область)
Старые Турдаки — село в Городищенском районе Пензенской области России. Административный центр Турдакского сельсовета.

## География
Село находится в восточной части Пензенской области, в лесостепной зоне, на правом берегу реки Колдаис, на расстоянии примерно 25 км (по прямой) к югу от города Городище, административного центра района. Абсолютная высота — 226 м над уровнем моря.
Климат
Климат характеризуется как континентальный, с холодной зимой и жарким летом. Среднегодовая температура — 3,1 °C. Средняя температура воздуха самого холодного месяца (января) составляет −12,9 °C; самого тёплого месяца (июля) — 19 °C. Годовое количество атмосферных осадков — 673 мм, из которых 415 мм выпадает в период с апреля по октябрь. Снежный покров держится в среднем 146 дней.
Часовой пояс
Село Старые Турдаки, как и вся Пензенская область, находится в часовой зоне МСК (московское время). Смещение применяемого времени относительно UTC составляет +3:00.

## Население
| 1748  | 1859  | 1877  | 1897  | 1911  | 1926  | 1930  |
| ----- | ----- | ----- | ----- | ----- | ----- | ----- |
| 690   | ↗1310 | ↘1081 | ↗1609 | ↗1936 | ↘1851 | ↘1819 |
| 1939  | 1959  | 1979  | 1989  | 1996  | 2002  | 2010  |
| ↘1483 | ↘1465 | ↘780  | ↘689  | ↘685  | ↗693  | ↘656  |

Половой состав
По данным Всероссийской переписи населения 2010 года, в гендерной структуре населения мужчины составляли 47 %, женщины — соответственно 53 %.
Национальный состав
Согласно результатам переписи 2002 года, в национальной структуре населения русские составляли 81 % из 693 чел.